# Daran Norris
Pour les articles homonymes, voir Norris.
Daran Norris, né le 1er novembre 1964 à Ferndale, dans l'État de Washington, est un acteur américain.

## Biographie
Né à Ferndale, Washington, Norris a obtenu son diplôme à Ferndale High School en 1983, et s'est marié avec la chanteuse et actrice Mary Elizabeth McGlynn en 1988 puis ils ont finalement divorcés l'un de l'autre en 2012.

## Filmographie

### Au cinéma
- 1988 : Vice Academy : Laundromat John
- 1988 : Hobgoblins : Club Scum M.C
- 1992 : Bastard!! : Dark Schneider
- 1996 : Fushigi Yûgi: Memories First OAV (vidéo) : Tasuki (voix)
- 1997 : Fushigi Yûgi: The Mysterious Play - Reflections OAV 2 (vidéo) : Tasuki (voix)
- 1997 : Invisible Dad (vidéo) : Andrew Baily
- 1998 : Billy Frankenstein : George (as Daran W. Norris)
- 1998 : The Souler Opposite : Young Man 'Actor'
- 1999 : The Kid with X-ray Eyes : Stamper
- 2000 : Inviati speciali
- 2000 : Dinosaure (Dinosaur) : Additional Voices (voix)
- 2001 : In the Bedroom : Red Sox Replay
- 2002 : Aunt Luisa : Voice Over (voix)
- 2003 : Aero-troopers (Aero-Troopers: The Nemeclous Crusade) (vidéo) (voix)
- 2003 : Jimmy Neutron's Nicktoon Blast : Cosmo (voix)
- 2003 : Le Chat chapeauté (The Cat in the Hat) : Announcer
- 2004 : Comic Book: The Movie (vidéo) : Commander Courage / Bruce Easly
- 2004 : The Greatest Short Film Ever!!! : Director
- 2004 : Team America, police du monde (Team America: World Police) : Spottswoode (voix)
- 2019 : Le Parc des merveilles (Wonder Park) : Principal Peters (voix)
- 2023 : The Killer de David Fincher

### À la télévision
- 1991 : Earth Angel (TV) : Flat Top
- 1995 : El Hazard: Wanderers (série télévisée) : Additional Voices (voix)
- 1998 : The Fairly OddParents (TV) : Dad Turner and Cosmo (voix)
- 1998 : Oh Yeah! Cartoons (série télévisée) : Dad Turner / Cosmo / others (voix)
- 1998 : Super Adventure Team (série télévisée) : Maj. Landon West (voix)
- 1999 : The Zappys (TV) : Cosmo / Dad / Jorgen Von Strangle (voix)
- 1999 : The Chimp Channel (série télévisée) : Brock Hammond / Announcer (voix)
- 2001 : Oswald la pieuvre (Oswald) (série télévisée) : Egbert (voix)
- 2001 : Transformers: Robots in Disguise (série télévisée) : Heavy Load
- 2002 : Rudy à la craie (ChalkZone) (série télévisée) : Additional Voices (voix)
- 2002 : Super Santa in South Pole Joe (TV) : Narrator, Taxman, Penguin (voix)
- 2002 : Super Santa in Vegetation (TV) : Narrator, Reindeer, Corn (voix)
- 2002 : Commander Cork (série télévisée) : Narrator / Colonel Stank / Galactic Ranger #1
- 2002 : Bagboy! (TV) : Alien official / clerk (voix)
- 2003 : The Fairly OddParents in: Abra Catastrophe! (TV) : Cosmo / Mr. Turner / Jorgen Von Strangle (voix)
- 2003 : Star Wars: Clone Wars (série télévisée) : Durge / Aide #2 / Henchman / Warrior #3 / Ki-Adi-Mundi / Master Barrek / Even Piell (voix)
- 2004 : The Fairly OddParents in School's Out! The Musical (TV) : Cosmo / Mr. Turner / Jorgen Von Strangle (voix)
- 2004 - 2007 : Ned ou Comment survivre aux études (TV) :  Gordy
- 2004 - 2006 : Veronica Mars : Cliff McCormack
- 2004 : The Jimmy Timmy Power Hour (TV) : Cosmo / Mr. Turner / Jorgen von Strangle (voix)
- 2004 : The Fairly OddParents in: Channel Chasers (TV) : Mr. Turner / Cosmo / Others (voix)
- 2005 : Le Monde de Maggie (série télévisée) : Dr Electric / Various (voix)
- 2006 : The Jimmy Timmy Power Hour 2: When Nerds Collide (TV) : Cosmo / Mr. Turner / Jorgen Von Strangle / Anti-Cosmo (voix)
- 2010 - 2013 : Transformers: Prime : Knock Out
- 2010 - 2014 : Big Time Rush (TV) : Buddha Bob
- 2014 - 2016 : 100 choses à faire avant le lycée (TV) : le concierge
- 2013 - 2018 : The Thunderman (TV) : Dirk Trumbo / thunderford
- 2017 : IZombie : Johnny Frost